# Hue (město pod ústřední správou)
Hue (vietnamsky Huế) je město ve středním Vietnamu. Žije zde přes 1 milion obyvatel. Region má své pláže a je dobrým tržním a silničním spojem Vietnamu.
V roce 2024 Národní shromáždění Vietnamu odhlasovalo a přijalo usnesení o zřízení města Huế jako přímo kontrolované obce v rozloze celé provincie Thừa Thiên Huế. Najednou bylo bývalé provinční město Huế rozděleno na dva nové okresy, okres Phú Xuân a okres Thuận Hóa. Toto oficiálně vstoupilo v platnost v roce 2025.

## Geografie
Provincie leží ve střední, mírně hornaté části Vietnamu. Sousedí s provinciemi Quang Tri, Da Nang a Quang Nam. Na jihozápadě sousedí s Laosem. Ekonomickým centrem je přístav Hue, kde je soustředěna většina obyvatelstva provincie.